# Aleurolonga cassiae
Aleurolonga cassiae es un hemíptero de la familia Aleyrodidae, con una subfamilia: Aleyrodinae.
Aleurolonga cassiae fue descrita científicamente por primera vez por Mound en 1965.